# Heiko Hunger
Heiko Hunger (* 24. Juni 1964 in Sebnitz) ist ein ehemaliger deutscher Skispringer und Nordischer Kombinierer.

## Werdegang
Hunger begann seine sportliche Karriere als Nordischer Kombinierer beim SC Dynamo Klingenthal und gewann bei den Juniorenweltmeisterschaften 1983 in Kuopio die Goldmedaille im Einzelwettbewerb. Ein Jahr später konnte er mit der Mannschaft der DDR den Team-Wettbewerb der Juniorenweltmeisterschaften gewinnen. Im gleichen Jahr nahm er an den Nordischen Skiweltmeisterschaften teil und belegte mit der Mannschaft den vierten Platz. Zu Beginn der Saison 1984/1985 gewann er in Oberwiesenthal seinen einzigen Weltcup-Wettbewerb. Bei den Nordischen Skiweltmeisterschaften 1985 verpasste er beim Sieg des Deutschen Hermann Weinbuch als Vierter knapp eine Medaille. Im Gesamtweltcup belegte er in dieser Saison den fünften Platz. Überdies gewann er 1985 die DDR-Meisterschaft in der Einzelwertung. Zwei Jahre später holte er bei den nationalen Titelkämpfen die Silbermedaille in der Einzelkonkurrenz sowie mit der Klingenthaler Mannschaft den DDR-Meistertitel in der Team-Wertung. 1987 trat er dabei auch im Skispringen an und gewann mit den Siegen in der Einzelkonkurrenz von der Großschanze und der Mannschaftswertung zwei weitere DDR-Meisterschaften. Den Triumph in der Einzelwertung konnte er 1988 wiederholen. 1989 holte er in dieser Konkurrenz und in der Mannschaftswertung jeweils die Silbermedaille. Auch bei den Deutschen Meisterschaften 1991 reichte es für ihn im Skispringen von der 70-Meter-Schanze zum 2. Platz.
Hunger, der immer ein starker Skispringer war, wechselte Ende der 1980er Jahre zu den Spezialspringern und startete im März 1988 das erste Mal in einem Skisprung-Weltcup. Im norwegischen Meldal belegte er den achten Rang. Bei den Nordischen Skiweltmeisterschaften 1989 in Lahti belegte er beim Sieg von Jens Weißflog den 30. Platz von der Normalschanze. Sein bestes Resultat als Skispringer erreichte er beim Weltcup im kanadischen Thunder Bay zu Beginn der Saison 1990/1991. Dort verpasste er knapp das Podium und wurde Vierter. In dieser Saison konnte er seine erste und einzige internationale Medaille gewinnen. Hunger gewann bei den Nordischen Skiweltmeisterschaften 1991 zusammen mit Jens Weißflog, Dieter Thoma und André Kiesewetter die Bronzemedaille im Mannschaftswettbewerb. Ein Jahr später war Hunger im Einzelwettbewerb bei den Olympischen Winterspielen in Albertville der beste deutsche Skispringer. Er belegte beim Sieg von Ernst Vettori den siebenten Platz beim Springen von der Normalschanze. Mit dem deutschen Team belegte er Platz fünf. Seine Trainer waren u. a. Jürgen Meinel, Henry Glaß, Jürgen Wolf und Herbert Leonhardt.
Hunger beendete seine aktive Karriere. Er hat zwei Söhne und lebt zurzeit mit seiner Frau abwechselnd in Stuttgart und Siebenhitz im sächsischen Vogtland.